# 韓維基
韓 維基（かん いき）は、中国清代の政治家。字は貞子（ていし）。山東省淄川県小田村（現在の淄博市張店区傅家鎮小田村）生まれ。康熙初年、同進士出身になり、その後、山西省聞喜県知県・直隷博野県知県を歴任。彼の為政は清廉かつ公正である。

## 略歴
韓維基は韓茂材の孫であり、韓光翟の息子である。順治十七年（1660年）、庚子科挙人となり、康熙3年（1664年）、甲辰科三甲一百四十六名進士となる。康熙13年（1674年）、山西省聞喜県知県に任ぜられ、康熙20年（1681年）、直隷博野県知県に変わった。
彼は清廉かつ公正な政治をし、窃盗などの不法行為を厳しく取り締まる。周辺地域の盗賊は彼のことを憚るので県内に入ることはない。